# هيما (ممثلة)
هيما (بالهندية: हेमा؛ بالإنجليزية: Hema) هي ممثلة هندية، ولدت في 1967 في Razole, Konaseema district ‏ في الهند.

## أعمال

### أفلام
- (2009) ماغادهيرا
- (2012) جولاي

## وصلات خارجية
- هيما على موقع IMDb (الإنجليزية)
- هيما على موقع قاعدة بيانات الفيلم (الإنجليزية)